# 大雅交流道
大雅交流道是中華民國國道一號的交流道，因為其連接中清路之緣故而俗稱中清交流道，位於臺中市西屯區和大雅區的交界，指標為174k，與臺中交流道、南屯交流道合為臺中市區的三大交流道。因應臺中縣市合併升格為直轄市，於2021年1月將原出口預告標示「台中｜大雅」改為「中清路」。
|              | 174 大雅 | 中清路 |
| 臺中國際機場 | 174 大雅 |        |

## 鄰近公路
- 台74線：北屯二交流道
- 台1乙線
- 市道127號

## 周邊設施
- 臺中水湳經貿生態園區[4][5]
- 臺中科學園區

## 外部連結
- 國道一號大雅系統交流道、大雅交流道示意圖 （页面存档备份，存于）（交通部高速公路局）